# Adler-Bücherei
Die Adler-Bücherei war eine von 1939 bis 1943 von der Wehrbetreuung der Luftwaffe zu Propagandazwecken herausgegebene Buchreihe. Die Buchreihe erhielt ihren Namen nach der ebenfalls im Scherl-Verlag herausgegebenen Luftwaffenzeitschrift Der Adler. Die einzelnen Bände erschienen in hohen Startauflagen von bis zu 65.000 Exemplaren und wurden teilweise nur innerhalb der Wehrmacht abgegeben. Inhaltlich befassten sich die Titel mit dem Einsatz der Luftwaffe im Zweiten Weltkrieg, den Biografien von bekannten Luftwaffenpiloten und den Leistungen der deutschen Luftfahrt.
In der Sowjetischen Besatzungszone wurden dreizehn der insgesamt siebzehn Bände der Reihe auf die Liste der auszusondernden Literatur gesetzt. Ausgenommen waren lediglich die beiden von Hermann Schreiber verfassten Titel und je ein Titel von Joachim Matthias und von Kurt Jentkiewicz.

## Bände
- Band 1: Hans Eichelbaum: Schlag auf Schlag. Die deutsche Luftwaffe in Polen. Ein Tatsachenbericht in Bild und Wort. (1939)
- Band 2: Hermann Schreiber: Ein Schiff fährt quer durch Afrika. Die Geschichte einer deutschen Expedition. (1940)
- Band 3/4: Heinz Orlovius: Schwert am Himmel. Fünf Jahre deutsche Luftwaffe. (1940)
- Band 5: Friedrich von Siegler: Luftsieg über Polen. Eine militärische Skizze. (1940)
- Band 6: Hans Eichelbaum: Immer am Feind. Deutsche Luftwaffe gegen England. Tatsachenbericht in Wort und Bild. (1940)
- Band 7: Richard Volderauer: Stoß in Englands Flanke. Die deutsche Luftwaffe in Norwegen. Tatsachenbericht in Wort und Bild. (1941)

Die weiteren Bände erschienen ohne Nummerierung:
- Fritz von Forell: Mölders und seine Männer. (1941)
- Hermann Schreiber: Deutsche Tat in Afrika. Pionierarbeit in unseren Kolonien. (1941)
- Curt von Lange (Hrsg.): Flakartillerie greift an. Tatsachenberichte in Wort und Bild. (1942)
- Georg Brütting: Das Echo von der Rhön. (1943)
- Georg Brütting: Wagnis am Himmel. (1943)
- Joachim Matthias: Pioniere der Weltluftstraßen. (1943)
- Joachim Matthias: Gegen Eis und Urwald. (1943)
- Joachim Matthias: Die große Brücke. (1943)
- Kurt Jentkiewicz: Der Pamirflug. (1943)
- Josef Grabler: Helmut Wick. Leben eines Fliegerhelden. (1943)